# Hodos László (bobversenyző)
Hodos László (románosan Laszlo Hodoş; Marosvásárhely, 1966. június 6. –) Európa-bajnoki bronzérmes, olimpikon romániai magyar bobos, jégkorongedző, sportvezető.

## Élete és pályafutása

### Versenyzői pályafutása
Tanulmányait szülővárosában, a Bolyai Farkas Elméleti Líceumban folytatta. Tizennégy éves korában kezdett el aktívan sportolni. Mint kisifjúsági korú sportoló 110 méteres gátfutásban román országos bajnoki címet szerzett, később a nagyifjúsági korosztályban lett országos bajnok tízpróbában. Sikeresen felvételizett a testnevelési főiskolára. Itt volt elsőéves, amikor Papp Sándor, a sinaiai Városi Sportklub bobszakosztályának edzője megkereste, hogy váltson sportágat, és fékező poszton versenyezzen kettesbobban. Hodos László elfogadta a felkérést, majd a Pap–Hodos-bobkettős megnyerte az országos bajnokságot. 1989-ben részt vett a Cortina d’Ampezzó-i világbajnokságon, ettől kezdve minden világversenyen tagja volt a válogatott csapatnak.
Hodos részt vett a németországi Königssee városában megrendezett Európa-bajnokságon is, ahol viszonylag nagy meglepetésre a Paul Neagu–Hodos László–Laurențiu Budur–Costel Petrariu összeállítású, román színekben versenyző négyesbobcsapat tagjaként felállhatott a dobogóra, miután a harmadik helyen zárták a versenyt a német Harald Czudaj–Tino Bonk–Axel Jang–Alexander Szelig-, valamint az osztrák Hubert Schösser–Hannes Conti–Martin Riedl–Gerhard Haidacher-négyes mögött. Hodos László így fogalmazott az eredményről:
Az Eb-bronz egy nagyon hosszú felkészülési folyamat eredménye. Ez a csapat a második csapata volt Romániának, amelyet Paul Neagu támogatott. Nagyon komolyan vettük a munkát, a felkészülést, éjjel-nappal edzettünk. Én akkor tanár voltam Szépvízen. Nyáron itthon, Csíkban egyedül edzettem, télen voltak a közös havas edzések márciusig. Azóta sem volt ilyen jó eredménye Romániának, és ahogy nézem, egyhamar nem is lesz. Mi egy olyan bobbal versenyeztünk, ami szériagyártás, tehát több nemzeti csapat versenyzett vele, viszont új volt. A legjobb startidőnk volt, a legjobb rekordot értük el Königsseeben, a pilótánk, Paul Neagu nagyon jól vezetett. Elsők is lehettünk volna, ám Paul az első napi két futamban hibázott, és a két futam után a hetedikek voltunk. Utána a harmadik és a negyedik futamoknál volt egy első és egy második helyezésünk, így jött ki a harmadik hely összesítésben.
1992-ben a franciaországi Albertville-ben megtartott téli olimpiai játékok előtt a romániai sportvezetés ismét jó eredményeket várt az ismét a Neagu–Hodos–Budur–Petrariu összeállításban versenyző négyesbobcsapattól. Ennek ellenére 3:57,44-es összesített időeredménnyel csupán a huszadik helyezést tudták megszerezni. Hodos így nyilatkozott az olimpiai szereplésről: „[a]z olimpián nem kerültünk legalább pontos helyre. Az első gond én voltam. Életemben nem voltam beteg, de akkor olyan náthás voltam, mint soha. Negyven fokos lázam volt, de akkor sem adtam fel. Felöltöztettek, kivittek a pályára, két ereszkedés a bobbal, és rögtön vissza a szállodába. Nem is melegítettem, egyszerűen égtem a negyven fokos lázban. A startunk nem volt olyan jó, mint az Eb-n, és ez mindent eldöntött”.
Az olimpiai játékokhoz hasonlóan az egy évvel későbbi, 1993-as világbajnokságon is a várakozásokon alul teljesítettek. Hodos László ezt követően – a román sportszövetség hozzáállására hivatkozva – visszavonult az aktív versenyzéstől: „[m]i kellemetlen egyének voltunk az akkori szövetségi vezetők szemében. Akkoriban sok pénz volt a bobban, és azoktól az emberektől, akik beszéltek angolul, németül és értették, mi történik a háttérben, próbáltak megszabadulni, mert tulajdonképpen nem az eredményen volt a lényeg, hanem hogy részt vegyünk, és ha már ott voltunk, akkor már mást is lehetett csinálni”.

### Edzői és sportvezetői pályafutása
2000-ben megalapította Románia legelső női kettesbobcsapatát Kovács Erika és Maria Spirescu személyében. Kovács – aki korábban gyorskorcsolyában versenyzett – a pilóta szerepét vállalta el, míg a korábban távolugróként sportoló Spirescu lett a fékező. Felkészülésüket Paul Neagu is segítette. A bobosok nagy meglepetésre az alapítás évében aranyérmet szereztek a monte-carlói női kettesbobstart-Európa-bajnokságon, majd egy évvel később bronzérmet szereztek a Splitben megrendezett Európa-bajnokságon. Szintén 2001-ben kilencedik helyen végeztek a világkupán. 2002-ben világbajnoki második helyezést értek el, viszont a Salt Lake City-i olimpiai játékokon csak a tizenötödik helyen végeztek. A két bobos nem sokkal később befejezte aktív pályafutását.
2000 augusztusában – sportolói pályafutásának elismeréseképpen – kitüntették az évszázad csíki sportolója címmel. Ugyanebben az évben a Csíkszeredai Sport Club bob- és szánkószakosztályánál lett edző. 2001-ben kinevezték a Román Bob- és Szánkószövetség (Federația Română de Bob și Sanie; FRBS) bobért felelős alelnökévé. 2006 és 2010 között a Csíkszeredai Sport Club felnőtt jégkorongcsapatánál tevékenykedett mint erőnléti edző. 2010-ben a Román Bob- és Szánkószövetség technikai igazgatójává választották meg. 2012 októberében – Horváth László felmondását követően – kinevezték a Csíkszeredai Sport Club igazgatójává.

## Díjai, elismerései
- 2000: az évszázad csíki sportolója[2]